# Aperture Desk Job
Aperture Desk Job — бесплатная компьютерная игра, разработанная компанией Valve и выпущенная 1 марта 2022 года для платформ Windows и Linux. Представляет собой технологическую демонстрацию игровых контроллеров гибридной игровой консоли Steam Deck. Действия игры разворачиваются во вселенной Portal.

## Игровой процесс
Геймплей состоит из проверки продукта с помощью Грэди, ядра искусственного интеллекта, очень похожего на многие другие, встречающиеся во франшизе Portal. Игра служит технической демонстрацией для Steam Deck, при этом большая часть игры происходит перед столом, который действует как представление консоли в мире. Несколько разных сценариев используются для проверки различных функций элементов управления, таких как сегмент стрельбы с использованием гироскопического управления или ситуация, когда игрок должен написать свое имя, используя сенсорный экран Steam Deck.

## Сюжет
Неназванный научный сотрудник Aperture (игрок) работает под покровительством Грэди, болтливого модуля, похожего на Уитли. Игрок начинает свой первый рабочий день как специалист контроля качества унитазов. Однако, серия неудач приводит к тому, что один из сливных бачков унитаза начинает заполняться боевыми пулями, предназначенными для турелей. Вылетающие пули повреждают рабочее пространство и дают Грэди идею для нового изобретения.
Проходит ровно 6 месяцев. Грэди презентует игроку свой новый проект — унитаз-турель. После испытаний и нескольких инцидентов, включая очень долгое пребывание в тюрьме (для игрока, а не для Грэди), компаньоны решают представить изобретение основателю компании Aperture Science — Кейву Джонсону, которого уже много лет никто не видел. Они попадают в офис директора компании и обнаруживают, что Джонсон теперь является гигантской головой робота. Он рассказывает героям, что он поручил своим сотрудникам перенести его сознание в компьютер, чтобы избежать смерти от неизлечимой болезни (во время разработки геля Джонсон тяжело заболевает из-за продолжительного контакта с лунной пылью, что приводит к постепенному разрушению дыхательной системы и отказу обеих почек). Сотрудники выполнили задание, но технологии тех лет требовали огромного компьютера, который не поместился в голову «обычного» тела робота. Голову пришлось увеличить в несколько раз, и она под собственным весом раздавила тело. В ярости Кейв Джонсон расправился с учёными, но теперь никто не знает о его текущем состоянии. Прошло много лет, и Джонсон многое обдумал и понял, что не хочет жить в таком состоянии. Он просит отключить себя от питания. Игрок и Грэди пытаются отключить Джонсона при помощи своего изобретения, однако слой титана не позволяет этого сделать. Тогда Грэди предлагает игроку выстрелить в источник питания. Кейв начинает отключаться, но внезапно активируется резервное питание и Джонсон остаётся жив, говоря при этом, что игрок и Грэди уволены. Через некоторое время гигантская разумная голова директора компании проламывает пол и опускается на дно комплекса. Героям же удается присоединиться к программе защиты свидетелей и продолжить свою работу в Aperture Science, всё также проверяя туалеты.
В финале зритель наблюдает за тем, как Кейв Джонсон и унитазы-турели, изобретённые главными героями, исполняют реквием. А один из роботов достаёт торт.

## Разработка
Aperture Desk Job разрабатывалась компанией Valve вместе с Steam Deck. Игра была создана на движке Source 2 и демонстрирует основные возможности консоли — упрощённый интерфейс мобильной платформы, управление встроенными элементами управления и работу гироскопа.